# Fenomen sprawiedliwego świata
Fenomen sprawiedliwego świata albo hipoteza sprawiedliwego świata – błąd poznawczy polegający na tendencji do wierzenia, że świat jest w jakiś sposób „sprawiedliwy” i w związku z tym ludzie mieliby zasługiwać na nieszczęścia lub szczęścia, które ich spotykają.
Doświadczenia psychologiczne pokazały, że przyczyny różnych nieszczęść ludzie zwykle doszukują się przede wszystkim w ich ofiarach. Przykładowo (Lerner, 1966) pokazywano badanym doświadczenie, w którym kobieta była rażona prądem podczas rozwiązywania trudnego zadania pamięciowego. Część badanych uznawała rażenie prądem za uzasadnione słabymi wynikami tej kobiety. Dodatkowo badani oceniali tę kobietę jako mniej atrakcyjną, niż ci, którzy widzieli ją jedynie poza eksperymentem.
W innym doświadczeniu pokazywano badanym dwie wersje historii interakcji pomiędzy kobietą a mężczyzną. Wersje były identyczne poza zakończeniem: w jednym przypadku historia kończyła się gwałtem, w drugim przypadku mężczyzna oświadczał się kobiecie. W obu wypadkach badani oceniali, że to zachowanie kobiety (identyczne) doprowadziło do tego rezultatu.
Badania pokazują, że ludzie wierzący w „sprawiedliwy świat” częściej zrzucają winę za gwałt na jego ofiary, oceniają maltretowane żony jako winne swojej sytuacji, chorych albo ubogich jako ludzi, którzy sami doprowadzają do swoich nieszczęść itp. I na odwrót, jeśli ktoś przykładowo wygra dużą sumę na loterii, jest przez takich ludzi oceniany jako bardziej wartościowy.

## Literatura
- Lerner, M. (1980). The Belief in a Just World. New York: Plenum Press.
- Lerner, M. and Simmons, C. H. (1966). Observer’s Reaction to the „Innocent Victim”: Compassion or Rejection? Journal of Personality and Social Psychology, 4, v. 2.